# Johann Andreas Eisenbarth

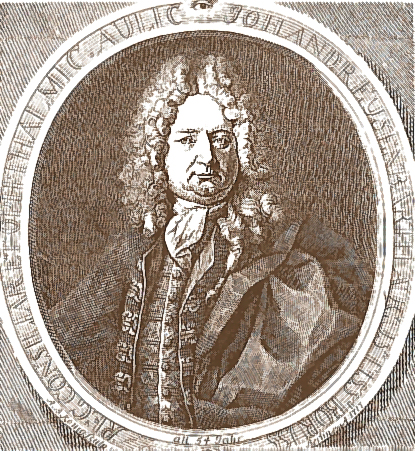
Johann Andreas Eisenbarth im Alter von 54 Jahren (Kupferstich [beschnitten] von A. B. König [Berlin] aus dem Jahr 1717)

Johann Andreas Eisenbarth (auch Eisenbart, Eysenbart, Eysenparth; geboren vermutlich am 27. März 1663 in Oberviechtach in der Oberpfalz; † 11. November 1727 in Hannoversch Münden), genannt oft nur „Doktor Eisenbarth“ oder „Doktor Eysenbarth“, war ein deutscher Handwerkschirurg, der durch seine Heilerfolge als fahrender Wundarzt, insbesondere als Stein- und Bruchschneider sowie augenärztlich als Starstecher landesweit großen Ruhm erlangte. In Preußen wurde er wegen seiner augenärztlichen Leistungen vom „Soldatenkönig“ Friedrich Wilhelm I. zum Hofrat und Hof-Augenarzt ernannt. Bis heute bekannt geblieben ist Eisenbarth jedoch, obwohl er nie einen Doktor-Grad führte, vor allem durch ein um 1800 verfasstes Trinklied mit dem Titel Ich bin der Doktor Eisenbart.
Eisenbarth wurde zwischen 1686 und 1715 von zahlreichen Landesherren mit Privilegien ausgestattet, die es ihm ermöglichten, als Landarzt „in einem zusammenhängenden Gebiet von – selbst für heutige Begriffe – ungeheurem Ausmaß tätig zu werden, ohne bei seiner Reisetätigkeit von Landesgrenzen […] behindert zu werden und damit ohne die sonst üblichen Zölle für seine mitgeführten Arzneimittel zahlen zu müssen.“ Dies ermöglichte es ihm, die rund 20 in seiner Magdeburger Manufaktur produzierten Heilmittel so gewinnbringend zu vertreiben, dass er zeitweise mit 120 Helfern von Ort zu Ort ziehen und als einer der ersten Ärzte in Deutschland Flugblätter und in Zeitungen Inserate als Werbemittel nutzen konnte. Eisenbarths Operationstechniken wurden noch 25 Jahre nach seinem Tod von dem Begründer der wissenschaftlichen Chirurgie in Deutschland, Lorenz Heister, als mustergültig gewürdigt.

## Leben

### Jugend- und Lehrzeit

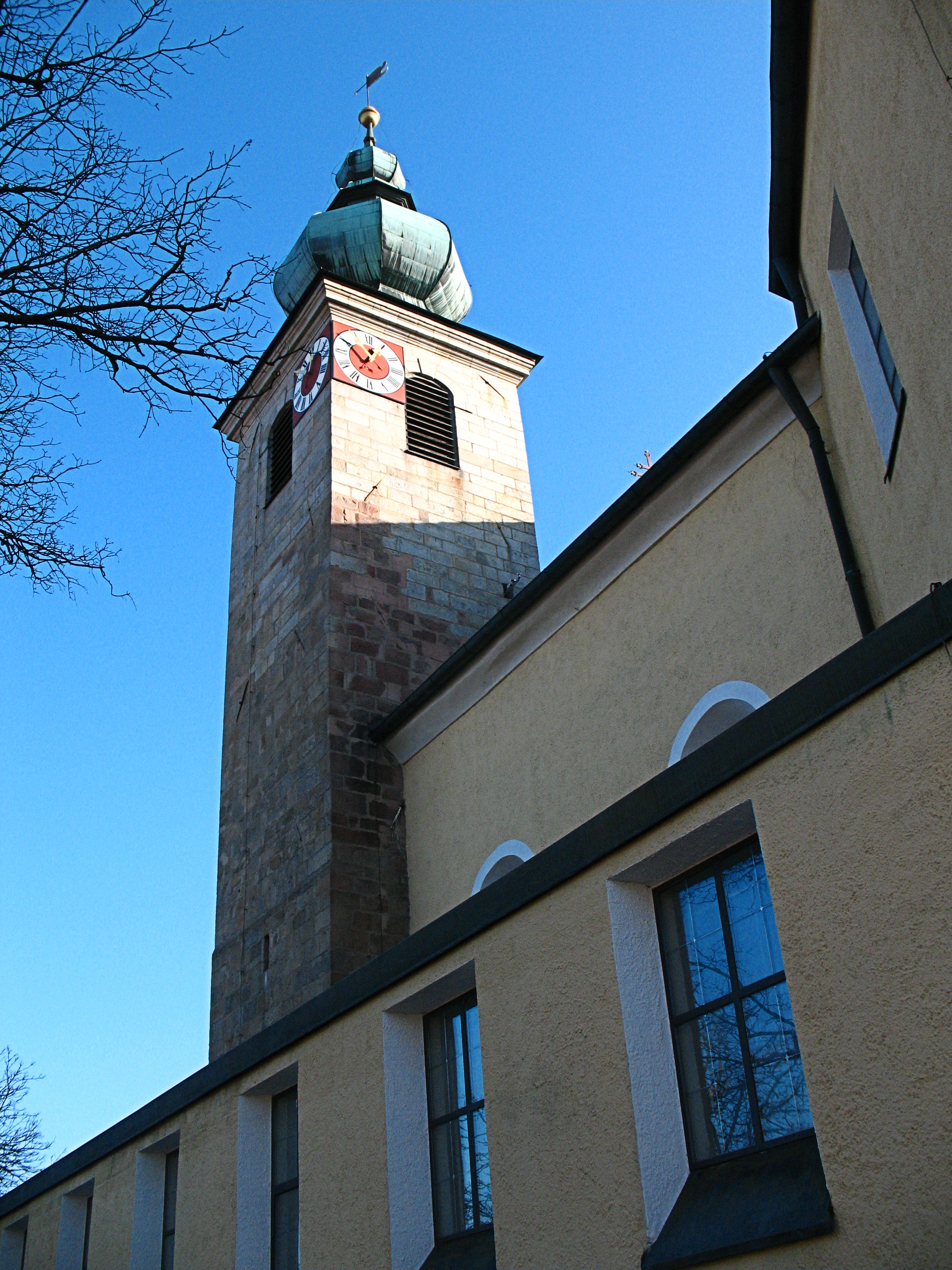
Die katholische Pfarrkirche St. Johannes der Täufer in Oberviechtach im Jahr 2008

Johann Andreas Eisenbarth wurde am 27. März 1663 in der katholischen Pfarrkirche St. Johannis Baptistae (= St. Johannes des Täufers) in Oberviechtach getauft – wohl wie damals üblich am Tag der Geburt oder am darauffolgenden. Er war das dritte Kind seines Vaters, des Bruchschneiders (= Chirurg für Leistenbrüche) und Okulisten (= Augenarzt) Matthias Eisenbarth (1627–1673) und dessen Ehefrau Maria Magdalena geb. Schaub. Sein Großvater Wilhelm Eysenbart (um 1588–1646) stammte vermutlich aus Unterkochen und war als Spitalknecht (= Arbeiter in einem Alten- und Armenhaus) in Dinkelsbühl beschäftigt gewesen. Durch seine Nebentätigkeit als Sauschneider sowie – laut Angaben von Eisenbarths Vater – als Chirurg kam Wilhelm Eysenbart zu einigem Wohlstand.
Unmittelbar nach dem frühen Tod seines Vaters wurde Eisenbarth 1673 – im Alter von zehn Jahren – in die Obhut seines Schwagers Alexander Biller, des Ehemanns einer älteren Schwester, gegeben. Biller praktizierte damals in Bamberg als Okulist, Steinschneider und Bruchschneider. Aufgrund der verwandtschaftlichen Beziehungen musste die nach dem Tod ihres Mannes mittellos zurückgebliebene Mutter für ihren Sohn kein Lehrgeld für dessen Ausbildung in der Kunst der Chirurgie und Wundarzneikunde zahlen. Anfang der 1690er Jahre wurde Biller aufgrund seiner guten chirurgischen Leistungen „in der Churfürstl. Bayerischen Residentz München, verordtneter Landschafft Stadt, undt Hospithal Arzt“.
Unterbrochen von einem halbjährigen Klosteraufenthalt führte Eisenbarth nach insgesamt zehnjähriger Ausbildung und der anschließend vorgeschriebenen Wanderzeit (ab 1678) im Jahr 1684 in Laufen bei Salzburg sein „Probierstück“ des Handwerkschirurgen vor: einen Starstich bei einem 50-jährigen Mann. Danach blieb er ein weiteres Jahr bei seinem Schwager in Bamberg und ging 1686 nach Altenburg, der Residenzstadt der Herzöge von Sachsen-Gotha-Altenburg.

### Privilegierter Landarzt in Sachsen-Gotha-Altenburg
Nach seinem Umzug von Bamberg nach Altenburg arbeitete Eisenbarth zunächst bei dem Handwerkschirurgen-Meister Johann Heinigke, von dem er sich aber bereits ein halbes Jahr später wieder trennte. Am Marktplatz in Altenburg eröffnete er stattdessen eine eigene Praxis, was aber – belegt durch einen Denunziationsbrief vom 8. Juni 1686 an den Herzog – umgehend auf die Missgunst seiner schon länger ortsansässigen Kollegen stieß. Zeitlebens verzichtete Eisenbarth auf die Meisterprüfung, vermutlich wegen der hohen Prüfungsgebühren. Dies hatte jedoch zur Folge, dass er auch „später immer wieder Konflikte mit seinen zünftigen Standeskollegen austragen und sich den Prüfungen der Medizinalbehörden stellen“ musste und sich zunächst nirgends als selbständiger Handwerkschirurg niederlassen konnte und daher als Wanderarzt umherziehen musste.
In Altenburg trat Eisenbarth schon am 27. Juni 1686 zum evangelischen Glauben – der Staatsreligion im Herzogtum – über, „vermutlich aus wirtschaftlichen Gründen“. Dank der Unterstützung durch eine wohlwollende Stellungnahme des Stadtrats von Altenburg erteilte ihm Friedrich von Sachsen-Gotha-Altenburg am 26. August 1686 das Privileg, in den Städten und Dörfern des Herzogtums als Okulist, Stein- und Bruchschneider tätig zu werden. Aus dieser herzoglichen Erlaubnis ist zugleich belegt, dass Eisenbarth „in seiner Kunst der Augen-Curen, Stein, Krebß und Bruchschneidens zur genüge erfahren“ war und bis dahin in Altenburg bereits 30 Personen erfolgreich operiert hatte. Die erfolgreiche Überprüfung seiner Operationstechniken durch zwei herzogliche Ärzte, unter anderem bei einem Hodensackbruch, und das herzogliche Privileg hatten zur Folge, dass Eisenbarth nunmehr – wie damals für umherziehende Handwerkschirurgen üblich – auf den Jahrmärkten und mit Bewilligung der jeweiligen Stadtbehörden auf allen Wochenmärkten des Herzogtums seine chirurgische Tätigkeit ausüben und außerdem seine selbstgefertigten Wundsalben verkaufen durfte. Allerdings wurde ihm untersagt, innerlich anzuwendende Arzneimittel zu vertreiben – die Innere Medizin oblag damals allein jenen Ärzten, die ihren Abschluss (den Doktor-Grad) an einer Universität gemacht hatten; umgekehrt betätigten sich diese akademisch ausgebildeten Ärzte nicht als Chirurgen und Wundheiler.

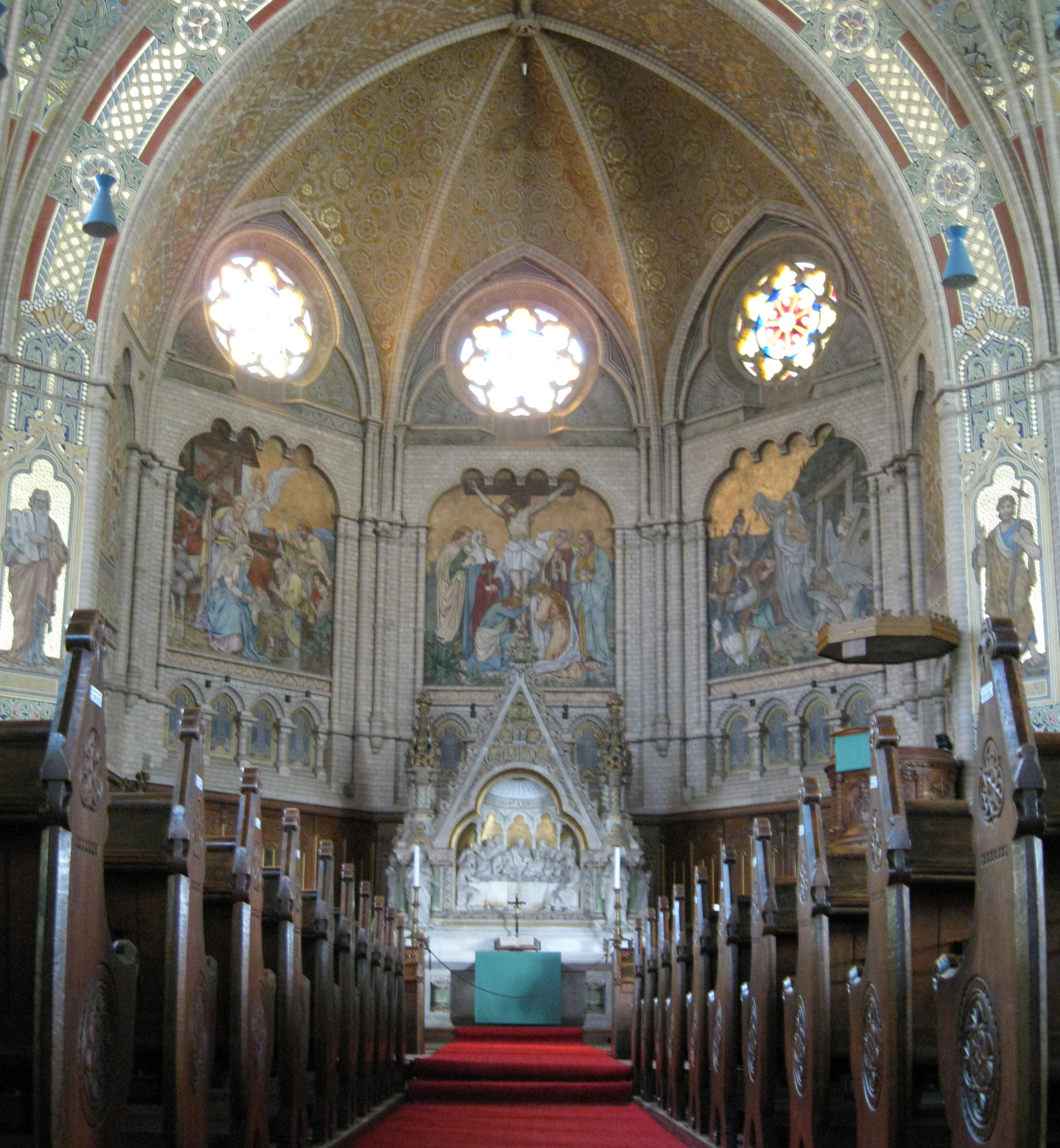
Blick in den Chor und auf das Chorgestühl der Altenburger Brüderkirche

Als herzoglich privilegierter Landarzt konnte Eisenbarth nunmehr erstmals auf ein gesichertes Einkommen vertrauen, was zur Folge hatte, dass er nur einen Monat nach Erteilung des Privilegs am 26. August 1686 in der Altenburger Brüder-Kirche die Tochter seines Kollegen, Catharina Elisabeth geb. Heinigke, heiratete. Aus dieser Ehe gingen bis 1706 insgesamt sieben Kinder hervor, von denen drei Söhne bereits im Kindesalter starben. „Die Paten sind Adelige, hohe Beamte und wohlhabende Bürger“, was das hohe Ansehen belegt, das sich Eisenbarth erworben hatte. Unmittelbar nach der Hochzeit bereiste er die nähere Umgebung von Altenburg und behandelte Patienten in Gera, Haselbach, Saara, Ronneburg, Schmölln und Leipzig, später auch in Zwickau, zumeist – wie damals üblich – in einem Zelt oder einer Bude auf dem Marktplatz. „Bis zum Frühjahr 1688 heilt Johann Andreas Eisenbarth im Altenburgischen über 200 Patienten von Brüchen, Blindheit (Starleiden), Hasenscharten und Krebsgeschwüren.“

### Privilegien für Weimar, Jena und Erfurt
Im März 1688 verließ Eisenbarth das Herzogtum Sachsen-Gotha-Altenburg und ließ sich in Weimar nieder. Eisenbarths Ruf als guter Wundarzt war ihm vorausgeeilt, sodass er in Weimar und im nahen Buttstädt zahlreiche Patienten behandeln durfte. Bereits am 10. Mai 1688 erhielt Eisenbarth auf seinen Antrag hin sein zweites Privileg, ausgefertigt im Namen von Herzog Wilhelm Ernst von Sachsen-Weimar und gültig für die beiden Herzogtümer Sachsen-Weimar und Sachsen-Jena. In diesem Privileg wurde Eisenbarth bescheinigt, „uf eine besonders geschwinde arth, auch ohne große schmerzempfindung“ zu operieren.
Zugleich wurde ihm in diesem Privileg erlaubt, seine Arzneimittel öffentlich anzubieten. Er durfte legal in Konkurrenz zu den örtlichen Apothekern treten. Er verfügte also über das Dispensierrecht wie ein Apotheker, ohne ein Dispensierverbot der Ärzte beachten zu müssen. Außerdem durfte er auch außerhalb der Jahr- und Wochenmärkte praktizieren. Vor allem legte das Privileg fest, „daß neben Ihme kein ander von dergleichen Wissenschaft und Profession in den Landen der Fürstenthümer Weimar und Jena öffentlich auf denen Wochen-Märckten noch auch außerhalb derselben auftreten und sich sothane Gebrechen zu curiren und zu heilen unterfangen dörfe“.
Bereits am 18. Februar 1689 konnte Eisenbarth seinen Wirkungsraum erneut ausweiten: Seinem Antrag auf ein Privileg für das benachbarte Erfurt wurde durch den 4. Statthalter Erfurts, Erzbischof Anselm Franz von Mainz, stattgegeben. Diese weit reichende Erlaubnis ermöglichte es ihm, „so wohl in unserer Stadt Erffurth als in andern unsern Landen auf offenen Wochen- und Jahrmärckten gegen billige [angemessene] Belohnung ungehindert“ zu praktizieren; ferner dürfe er „dabey seine Wahren öffentlich verkaufen, dergleichen aber keinem andern erlaubet werden möchte“. Auch dieses Privileg sicherte Eisenbarth somit eine Monopolstellung auf den Märkten in Erfurt und in den ländlichen Besitztümern des gesamten Erzbistums Mainz. Auferlegt wurde ihm vom Erzbischof, die Armen umsonst zu kurieren und „sich alhier in die Bürgerschafft einzulassen“. Eisenbarth kam dieser Aufforderung umgehend nach, wurde im März 1689 Bürger von Erfurt, behielt aber seinen ständigen Wohnsitz in Altenburg bei. Seine Einbürgerung ist im Ratsprotokoll verzeichnet mit dem Eintrag „Dr. Eisenbart, ein Bruchschneider“. Eisenbarth selbst benutzte aber auch weiterhin nicht den (ihm auch nicht zustehenden) Doktorgrad, sondern nannte sich mit behördlicher Erlaubnis nunmehr Stadtarzt von Erfurt.

### Weitere Privilegien

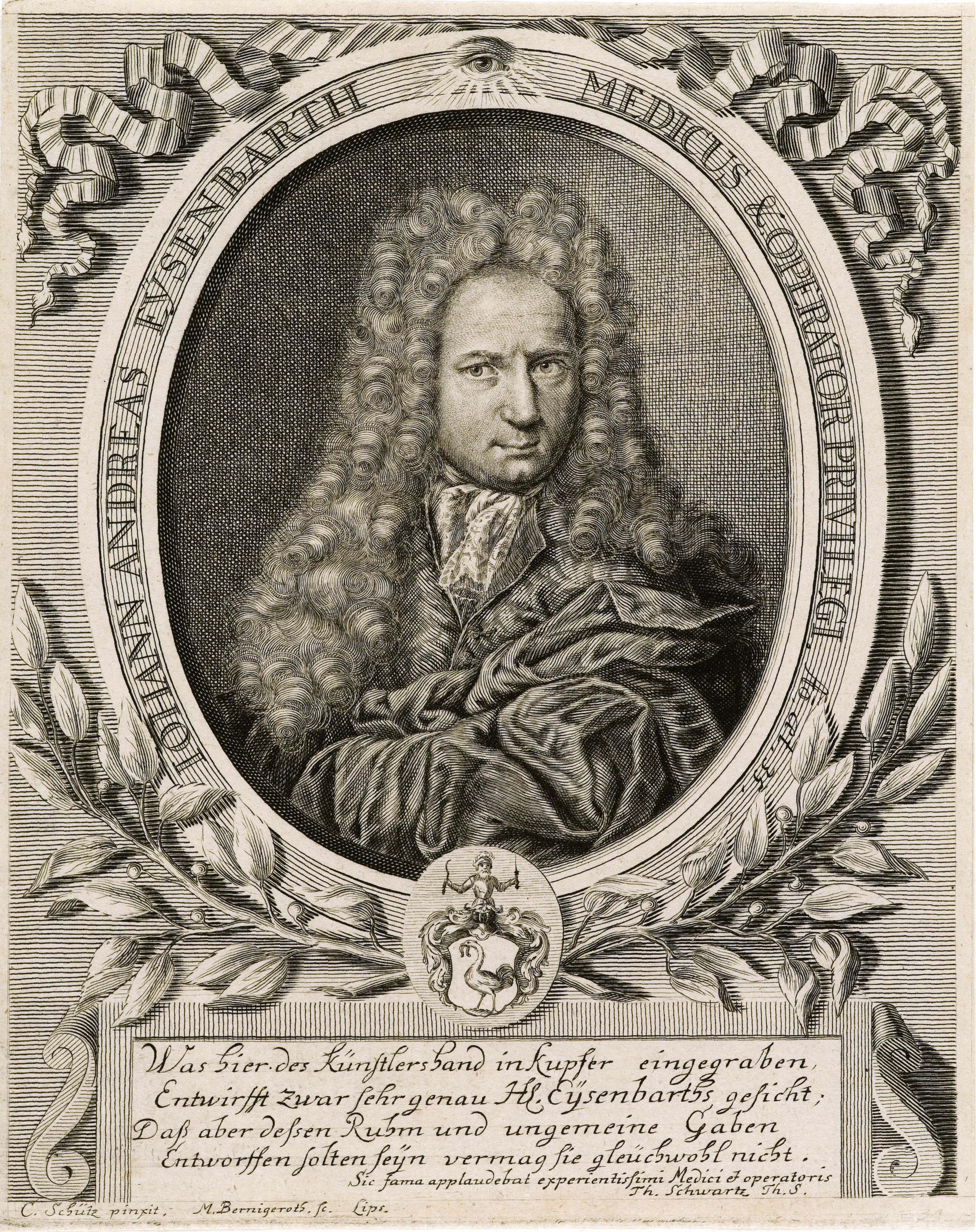
Johann Andreas Eisenbarth im Alter von 35 Jahren (Kupferstich von Martin Bernigeroth aus dem Jahr 1697)

In seiner Dissertation Der Landarzt und Arzneimittelfabrikant Johann Andreas Eisenbarth (1663–1727) bezeichnet der Arzt Karl Hieke im Jahr 2001 die Anzahl der Privilegien, die Eisenbarth erwerben konnte, als „beispiellos“: Die insgesamt zehn Dokumente galten zunächst für
- Sachsen-Gotha-Altenburg (1686),
- Sachsen-Weimar und Sachsen-Jena (1688) sowie für Erfurt und das Kurfürstentum Mainz (1689).

Es folgten: 
- das Kurfürstentum Sachsen nebst dessen zugehörigen Ländern (1694), hierzu gehörte ab 1697 auch
- das Königreich Polen;
- Oberschlesien und Niederschlesien (1697), ausgestellt vom kaiserlichen Oberamt Breslau;
- Brandenburg (1697);
- Hessen-Kassel (1704);
- Preußen (1707/08 und erneut 1714/15);
- Braunschweig-Lüneburg (1710) mit Hannover und Niedersachsen, weswegen sich Eisenbarth nach der Begründung der Personalunion mit Großbritannien ab 1714 auch Königlich Großbritannischer Landarzt nennen konnte;
- und schließlich für Sachsen-Saalfeld und Sachsen-Meiningen (1713).[14]

Hieke verweist auch darauf, dass Eisenbarth sein Betätigungsfeld „nach strategischen Gesichtspunkten geplant und systematisch erweitert“ habe. Die ihm erteilten Privilegien ermöglichten es Eisenbarth schließlich, weite Teile des damaligen Heiligen Römischen Reichs ohne Rücksicht auf Zollschranken – und damit verbundene Abgaben auf mitgeführte Waren – zu bereisen.
Von besonderer Bedeutung war für Eisenbarth das Privileg vom 25. März 1707 für Preußen, persönlich unterzeichnet von König Friedrich I., das es ihm nunmehr auch erlaubte, seine „Medicinalia“ zu verordnen, „ohne dass Ihme von denen Medicis Apothekern, und sonsten jemand, darunter einige hinderung geschehe“, und zwar „bey all denen sich Ihme anvertrauenden Patienten frey und ungehindert innerlich und euserlich“; ferner, dass er „auch dieselbige allen und jeden, die sie verlangen, Verkauffen und verschicken möge“. Auf diese Weise durfte Eisenbarth mit seinen Heilmitteln legal in Konkurrenz sowohl zu den Apothekern treten als auch zu den akademisch ausgebildeten Internisten, denen bis dahin das Vorrecht allein zugekommen war, innerlich wirksame Arzneimittel zu verordnen und zu vertreiben. Das Privileg wurde am 25. März 1708 erneuert und nach dem Tod Friedrichs I. von dessen Nachfolger Friedrich Wilhelm I. am 29. Juni 1715 bestätigt.

### Reisetätigkeit und chirurgische Erfolge

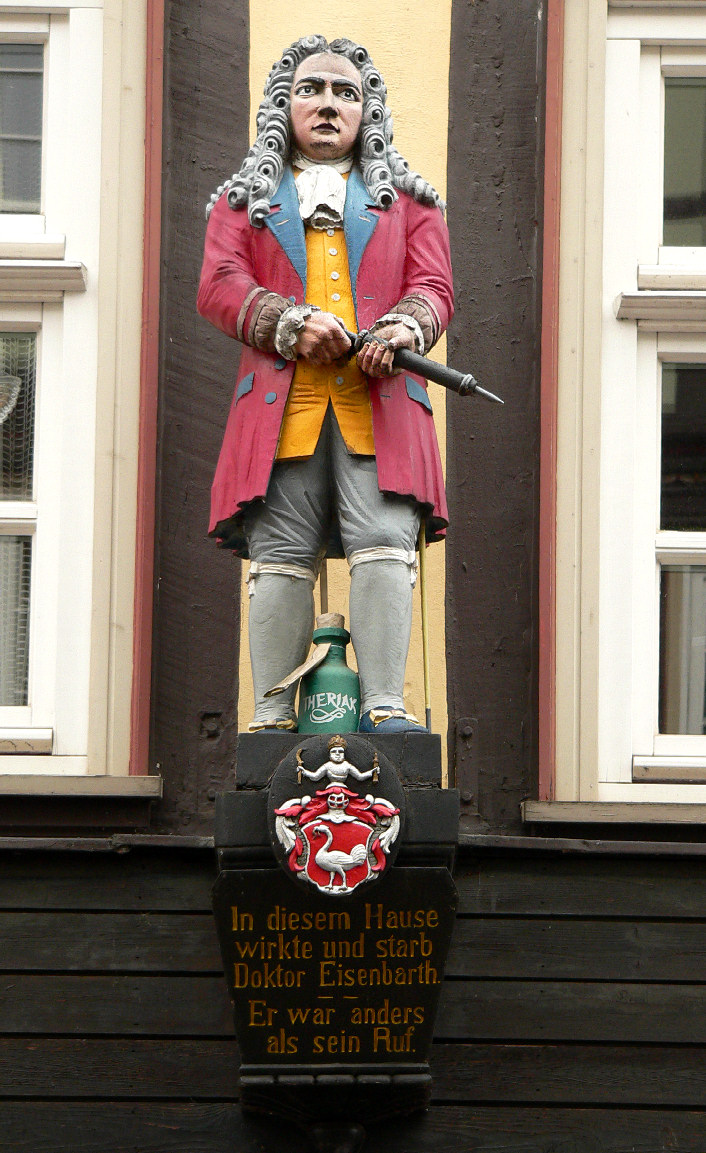
Holzstatue am Nachfolge-Gebäude des Sterbehauses von Johann Andreas Eisenbarth in Hann. Münden. Das Sterbehaus wurde 1895 abgebrochen.
Auf der Schrifttafel unterhalb der Statue steht geschrieben:
„Er war anders als sein Ruf.“

Die Privilegien waren zugleich ein Qualitätsnachweis, der es Eisenbarth ermöglichte, auch andernorts seinem Handwerk nachzugehen. Die Landesfürsten des deutschen Reiches erteilten solche Arbeitserlaubnis-Bescheinigungen für Handwerkschirurgen nur, nachdem diese von Hofärzten und Physikern (Amtsärzten) auf ausreichende theoretische Kenntnisse und handwerkliche Fähigkeiten geprüft worden waren. Hintergrund dieser Regelung war, dass im 17. und 18. Jahrhundert vor allem die Versorgung der ländlichen Bevölkerung nicht gesichert war. Denn die Handwerkschirurgen ließen sich wegen der besseren Verdienstmöglichkeiten vorzugsweise in den dichter besiedelten Städten nieder. Auf dem Land tummelten sich zahllose Quacksalber, das Handwerk des Chirurgen wurde dort auch von Schmieden und Scharfrichtern ausgeübt. Da die Zunft der Bader und Barbiere, der die Handwerkschirurgen angehörten, den Zuzug neuer Kollegen in den Städten begrenzte, sicherten die Privilegien einem Handwerkschirurgen, der sich mangels freier Chirurgenstellen nicht niederlassen konnte, ein Auskommen als umherziehender Landarzt.
Nach der Ausweitung seiner Privilegien über das Gebiet der heutigen deutschen Bundesländer Sachsen und Thüringen hinaus sind unter anderem Reisen nach Polen, Holland, Frankreich und Italien (1693–1696) belegt, wiederholt nach Frankfurt am Main zur Frankfurter Messe (1700, 1701, 1704, 1725), nach Würzburg (1702), nach Kassel, Wetzlar, Mainz, Darmstadt (1704/1705), nach Aurich (1715), nach Danzig und Königsberg (1723).
Den Höhepunkt seines Ruhmes als Chirurg erlebte Eisenbarth im Jahr 1716. Nachdem er in Berlin, Stargard und Stettin praktiziert hatte, war er Anfang Februar auf dem Weg nach Münster, als ihm in Magdeburg ein persönlicher Befehl des preußischen Königs Friedrich Wilhelm I. überbracht wurde: Er habe „sich alsofort nach Stargard zu begeben, Woselbst er sich beym Obristen Lieutenant Von Grävnitz“ melden möge, „welcher einen Schaden ans Auge bekommen“ habe, gegenüber welchem er „seinen äußersten Fleiß anwenden soll, solchem wieder zu helffen“. Von allen Chirurgen Preußens wurde er demnach als der fähigste angesehen, dem Offizier zu Hilfe zu eilen: Eisenbarth entfernte mit Erfolg eine Kugel, die am rechten Auge in den Kopf eingedrungen war und am linken Auge herausgeschnitten werden musste. Ihm ist die Priorität der erfolgreichen Therapie der sympathischen Ophthalmie zuzuschreiben. Zum Dank wurde Eisenbarth Anfang 1717 zum preußischen Hofrat und Hof-Augenarzt ernannt.
Der Eisenbarth-Biograf Eike Pies stellt in seinen Publikationen wiederholt heraus, dass Eisenbarth – im Unterschied zu anderen landfahrenden Ärzten – wiederholt und in kurzen Abständen die gleichen Orte aufsuchte und so lange blieb, bis auch die Phase der Rekonvaleszenz seiner Patienten abgeschlossen war. Dies sei zum einen Beleg für die Sorgfalt, mit der Eisenbarth seine Patienten auch nach einer Operation wundärztlich versorgte; zum anderen für die hohe handwerkliche Qualität seiner Eingriffe, da er so wenige Fehlschläge (Kunstfehler, Behandlungsfehler) zu verzeichnen hatte, dass er es sich erlauben konnte, längere Zeit am gleichen Ort tätig zu sein und bald darauf erneut zu erscheinen. Belegt ist diese Interpretation nicht nur durch wiederholte Aufenthalte in Ortschaften im Umkreis seiner Wohnorte – zunächst Weimar, später Magdeburg –, sondern auch in entfernten Städten wie Frankfurt am Main (1700, 1701, 1704, 1725), Würzburg (1702), Leipzig (1686, 1691, 1692, 1697, 1698) und Berlin (1696, 1697, 1704, 1706, 1710, 1717, 1722, 1724).
Gleichwohl gab es auch Operationen mit tödlichem Ausgang. Nachdem Eisenbarth am 10. September 1714 in Bremen bei einem 13-jährigen Knaben einen Blasenstein entfernt hatte, starb dieser zwölf Tage später. Und am 23. Oktober 1723 operierte er in Königsberg ein sechsjähriges Kind wegen eines Blasensteins, das sieben Tage später wegen einer Entzündung des Bauchfells verstarb. Beide Fälle – die einzigen dokumentierten Fehlschläge bei Blasenstein-Entfernungen – wurden amtlich untersucht und blieben den Archivalien zufolge offenbar folgenlos für Eisenbarth. Während nahezu 150 Bruchoperationen durch Quellen als belegt gelten, sind bislang keine „Kunstfehler“ bei diesen Operationen bekannt geworden; einzige Ausnahme ist der amtlich untersuchte Fall eines Kindes, das 1686 in Altenburg nach einer Bruchoperation verstarb, möglicherweise aber nicht an deren Folgen.

### Die letzten Lebensjahre

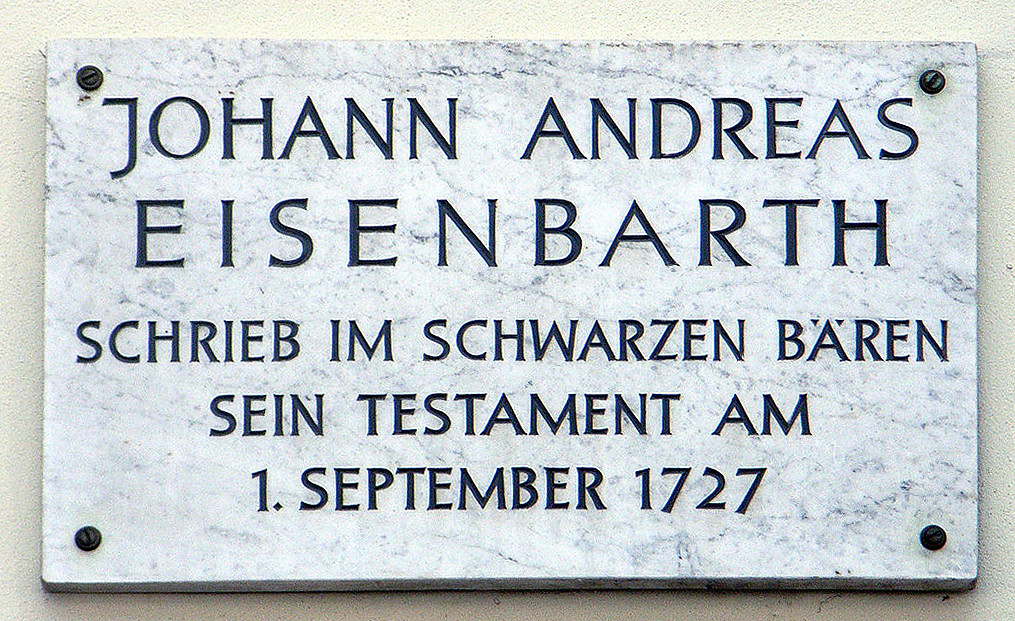
Gedenktafel in Göttingen

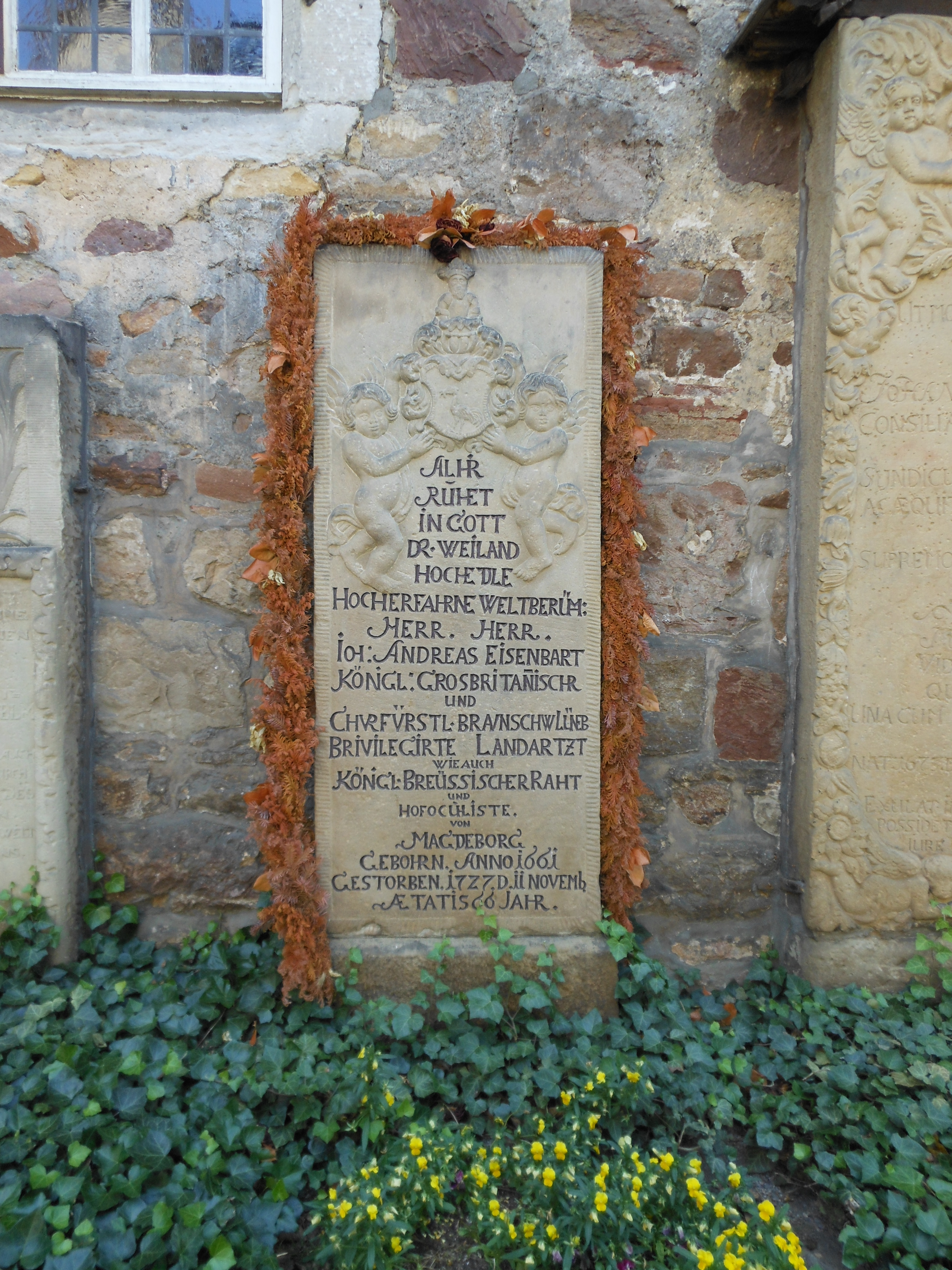
Grabstein an der Aegidienkirche in Hann. Münden

Bereits 1703 hatte Eisenbarth in Magdeburg das Wohn- und Brauhaus Zum güldenen Apfel erworben und dort eine Produktionsstätte für Arzneimittel eingerichtet, im gleichen Jahr erwarb er in der damals zu Preußen gehörenden Stadt auch das Bürgerrecht. Dieser Wohnort trug später dazu bei, ab 1707 auch ein Privileg für Preußen zu erhalten.
1721 starb in Magdeburg seine Frau Catharina Elisabeth, mit der er 35 Jahre lang verheiratet gewesen war. Ein Jahr später heiratete er zum zweiten Mal, und zwar die Witwe eines Kollegen aus Arendsee in der Altmark. Über sie und die offensichtlich unglückliche Ehe schrieb er in seinem Testament, dass „dieselbe bey meiner großen schwachheit, da Ich vom Schlage gerühret, mir wenig Gutheit erwiesen, Ja gar eins mahls ohne eigene Uhrsache von mir gegangen und Ich Ihr zu Ihrer Wiederüberkunfft 20 Reichsthaler schicken müßen, dannoch immer gedrohet wieder von mir zugehen, wan es nicht gleich nach Ihren Sinn und Kopffe hat gehen wollen“. Weder hat sie sich demnach um ihren im Alter kränklich gewordenen Mann gekümmert, noch hielt sie es mit der ehelichen Treue allzu genau.
Als Eisenbarth 1725 noch einmal Frankfurt am Main besuchte, plagte ihn bereits die Gicht, und er hatte offenbar schon einen ersten Schlaganfall erlitten. Trotz Unterstützung durch seinen jüngsten Sohn Adam Gottfried, der dem Vater inzwischen bei schwierigen Operationen assistierte, häuften sich aber die handwerklichen Fehler. In Bremen wurde ihm daher 1726 erstmals eine Genehmigung zum Praktizieren verweigert. Ende August 1727 wohnte Eisenbarth auf der Durchreise in Göttingen im Gasthof Zum schwarzen Bären, wo es ihm offenbar so schlecht ging, dass er am 1. September sein Testament aufsetzte.
Von Göttingen aus begleitete ihn sein Sohn Adam Gottfried nach Münden, wo sie im Gasthof Zum wilden Mann ein Zimmer mieteten und weiterhin Patienten empfingen. Am 6. November 1727 erlitt Eisenbarth einen weiteren Schlaganfall; er starb fünf Tage später in der kleinen Stube im Gasthof. Am 13. November wurde sein Leichnam im Chor der Aegidienkirche beigesetzt. Sein Grabstein wurde rund 100 Jahre nach seinem Tod bei einer Wiederbelegung des Grabes aus dem Kirchenchor entfernt und an der Nordseite der Kirche abgestellt. Auf dem Grabstein ist fälschlicherweise das Geburtsjahr 1661 angegeben.

## Werbemaßnahmen im Zeitalter des Barock
Johann Andreas Eisenbarth nutzte seine Privilegien nicht nur als Beweis seines Könnens gegenüber den Behörden, sondern auch als Werbung gegenüber der Landbevölkerung. Anders als heute waren Ärzte im 17. und 18. Jahrhundert – im Zeitalter des Barock – nicht darin beschränkt, Werbung für sich zu machen. Während sowohl bei den in den Städten sesshaften Ärzten mit Medizinstudium als auch bei den ortsansässigen Handwerkschirurgen die Mundpropaganda genügte, um Zulauf von Patienten zu erhalten, waren die umherziehenden Landärzte sogar darauf angewiesen, beim Publikum auf sich aufmerksam zu machen. Eisenbarths Werbemittel und sein Auftreten in der Öffentlichkeit zeugen „von seinem Talent, sich und seine Fähigkeiten in einer Weise darzustellen, die sich mit heutigen modernen Werbestrategien messen lassen können“.
Zu seinen Werbemitteln zählten zunächst vor allem Flugblätter, die von Helfern verteilt wurden, wenn Eisenbarth sein Lager an einem neuen Ort aufschlug. In diesen Flugblättern wurden unter Verweis auf seine Privilegien die Krankheiten benannt, die er zu heilen vermochte, ferner wurden seine Heilmittel angepriesen. Ab 1705 sind zudem zahlreiche Inserate in Zeitungen belegt, in denen gelegentlich auch erfolgreich operierte Patienten als Referenz namentlich benannt wurden. Aus einem Flugblatt von 1698 geht hervor, dass seine Helfer an scharlachroten Uniformen mit silbernem Besatzstreifen zu erkennen und so von Betrügern zu unterscheiden waren, die sich seines Namens bedienten; Eisenbarth selbst war ebenfalls in einen scharlachroten Herrenrock gekleidet, trug eine Allongeperücke und darüber einen Dreispitz, wenn er öffentlich auftrat.
Um auf den Wochenmärkten, zu denen ihm seine Privilegien Zutritt verschafften, Publikum anzulocken, scharte Eisenbarth auch eine Komödiantentruppe um sich: auf der Höhe seines Erfolgs an die 120 Personen. Darunter waren neben den Schauspielern auch Trompeter und Trommler, Pferdeknechte und Köche, Zahnärzte und andere medizinische Helfer nebst einem großen Tross mit Pferden und Wagen. Dass Eisenbarth – wie viele Landärzte seiner Epoche – von Gauklern begleitet wurde und seinen Aufenthalt durch Ausrufer ankündigen ließ, gab später Anlass zum Trink- und Spottlied, das ihn zwar zu Unrecht als Kurpfuscher darstellt, zugleich aber die Erinnerung an ihn bis heute wachgehalten hat.
Im Unterschied zu anderen Landärzten nahm Eisenbarth auf Marktplätzen – auf offener Bühne oder im Zelt hinter der Bühne – nur leichte Eingriffe vor. Dass er auf solche Schaueffekte verzichtete, „sondern seine Patienten in deren Wohnungen operierte bzw. Auswärtige in den Gasthäusern unterbringt, wo er selbst logiert, wird nicht zuletzt auf eine Herniotomie [die Behebung einer Hernie] zurückzuführen sein, die ihm nur neun Wochen nach seiner Prüfung 1686 misslingt“.

## Gründung einer pharmazeutischen Manufaktur
Nach der Definition von Sabine Sander gehörte Eisenbarth als Okulist, Stein- und Bruchschneider zur Gruppe der unzünftigen landfahrenden chirurgischen Spezialisten. Diese landfahrenden ärztlichen Spezialisten, die ihre Patienten nach chirurgischen Eingriffen auch wundärztlich behandeln mussten, führten auch die hierfür benötigten Tinkturen, Salben und Pflaster mit sich. Entweder bezogen sie diese Heilmittel als fertige Produkte von Apothekern oder sie stellten sie selber her. Für Eisenbarth ist belegt, dass er am Beginn seiner Karriere Kräutersalben, Mithridat und Augenstein herstellte und verkaufte.
Nachdem Eisenbarth 1703 in Magdeburg das große Wohn- und Brauhaus Zum güldenen Apfel (damals: Apfelstraße Nr. 9) erworben hatte, rüstete er die Braugeräte um zu einer Produktionsstätte für Arzneimittel, in der von Helfern rund 20 unterschiedliche Präparate hergestellt wurden: Diese Manufaktur wurde wegen der großen Zahl ihrer Produkte „als die erste namentlich bekannte pharmazeutische Fabrik in Deutschland“ bezeichnet. Hergestellt wurden unter anderem ein Abführmittel, ein Pulver gegen Schwindel, Zahn- und Kopfschmerzen, ein „Balsam“ zur Stärkung von Gedächtnis, Herz und Magen, eine „Universal=Medicin“ gegen Unfruchtbarkeit sowie Heilmittel gegen Syphilis und Gonorrhoe. Die insgesamt 570 Quadratmeter Nutzfläche des Anwesens boten auf zwei Geschossen auch Platz für ein Behandlungszimmer und mehrere Krankenstuben, so dass Eisenbarth ab 1704 in Magdeburg wie ein zunftmäßig organisierter Meister in seiner Wundarztstube praktizieren konnte.
Für seine Starstiche entwickelte Eisenbarth zudem eine spezielle Starnadel, die bereits für das Jahr 1693 belegt ist. Hoch sitzende Nasenpolypen drehte er mit einem von ihm speziell für diesen Eingriff erfundenen Haken ab.

## Nachleben

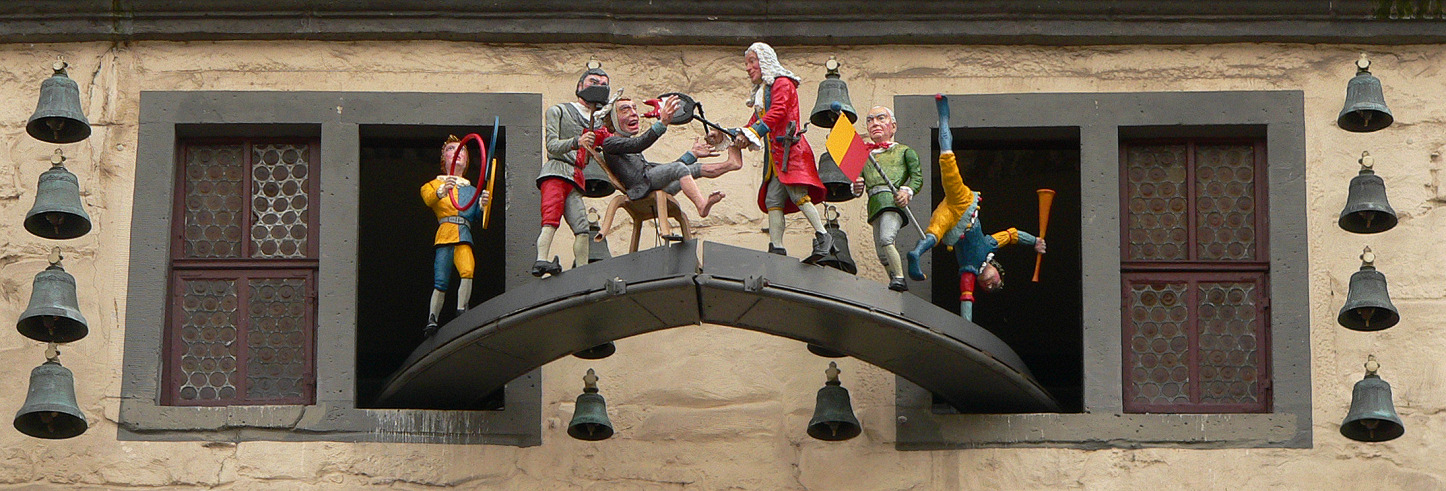
Glockenspiel am Rathaus Münden in Hann. Münden mit Gauklern und Doktor Eisenbarth, der einen Zahn zieht (was für das historische Vorbild nicht belegbar ist)

In Oberviechtach,  Viechtach, Hann. Münden, Bamberg und Magdeburg wurden Straßen und Schulen nach Johann Andreas Eisenbarth benannt. Am Schwarzen Bären in Göttingen erinnert eine Göttinger Gedenktafel an seinen Aufenthalt.  Im November 1977 erschien anlässlich seines 250. Todestages eine Sonderbriefmarke. Zahlreiche Archivalien zu Eisenbarths Leben und Wirken werden in der Familienstiftung Pies-Archiv, Forschungszentrum Vorderhunsrück e. V. in Dommershausen im Hunsrück verwahrt. 1978 veröffentlichte die österreichische Schriftstellerin Friedl Hofbauer das Jugendbuch Mein lieber Doktor Eisenbarth.

### Das Lied vom Doktor Eisenbarth
Heute ist Johann Andreas Eisenbarth vor allem deshalb noch weithin bekannt, weil rund 70 Jahre nach seinem Tod ein Göttinger Student, von dem nur der Biername Perceo („Zwerg“ bzw. „Kleinwüchsiger“) überliefert ist, ein Trinklied verfasste, dessen erste Zeile so lautet: „Ich bin der Doctor Eisenbarth.“ Als Studentenlied machten Text und Melodie ab ca. 1800 in zahlreichen Abwandlungen die Runde durch die Studentenverbindungen der deutschen Universitäten; 1815 wurde eine Variante erstmals in einem Kommersbuch abgedruckt.
Dieses Lied wiederum inspirierte bis in die Gegenwart diverse Autoren zu Romanen (so Agnes Harder, 1897; Josef Winckler, 1928; Otto Weddigen, 1909; Fritz Nölle, 1940; Hanns Kneifel, 2002), zu Theaterstücken (zum Beispiel Otto Falckenberg, 1908), zu Opern (Alfred Böckmann und Pavel Haas) und Nico Dostal zur Operette Doktor Eisenbart. Auch die in den 1950er Jahren in der DDR entstandene Schuloper Der Arzt auf dem Marktplatz von Hanna und Siegfried Stolte orientierte sich an Motiven aus dem Leben des Doktor Eisenbarth.

### Würdigung durch Lorenz Heister
Weitgehend in Vergessenheit geraten ist hingegen, dass die chirurgischen Eingriffe von Eisenbarth noch lange nach seinem Tod durch den Begründer der wissenschaftlichen Chirurgie in Deutschland, Lorenz Heister, als mustergültig gewürdigt wurden. In seinem 1753 erschienenen Werk Medicinische, Chirurgische und Anatomische Wahrnehmungen beschrieb Heister mehrere Eingriffe Eisenbarths, die dieser im Gasthaus von Heisters Vater in Frankfurt am Main während der Frankfurter Messe vorgenommen hatte; Heister war damals – vermutlich 1701 – 17 Jahre alt und noch Gymnasiast.
Heister erwähnt zu Beginn in seinem Werk, dass der „damals sehr berühmte Eisenbart“ äußerst schwierige chirurgische Eingriffe vornahm, „weil damals in Frankfurt noch fast niemand, weder von Medicis noch Chirurgis, dergleichen Curen daselbst unternahme oder verrichtete“. Da es damals in dieser bedeutenden Stadt mit 30.000 Einwohnern weder einen akademisch ausgebildeten Doktor noch einen Handwerkschirurgen gab, der das Risiko einging, durch das Fehlschlagen eines schwierigen Eingriffs seinen Arbeitsplatz zu verlieren, habe Heister sich entschlossen, die Kunst der Wanderärzte zu beobachten. Detailliert beschrieb Heister sodann die erfolgreiche Operation eines Hodensackbruchs bei einem neunjährigen Jungen, dem allerdings – wie damals üblich – ein Hoden abgeschnitten werden musste. Besonders hob Heister hervor, dass wenig Blut vergossen wurde und dass Eisenbarth sich nach der Operation drei Wochen lang um die Erneuerung des Wundverbandes kümmerte, so dass der Eingriff keine Vereiterung zur Folge hatte. Ähnlich geschickt beseitigte Eisenbarth eine Hydrozele bei einem 13-jährigen Jungen; hier betonte Heister, dass es Eisenbarth gelungen war, die Fruchtbarkeit des Jungen zu erhalten, während andere Handwerkschirurgen damals üblicherweise beide Hoden amputierten. Ähnlich wohlwollend äußerte sich Heister über Eisenbarths Geschick beim Starstechen und beim Entfernen eines kindskopfgroßen „Speckgewächses“ am Kopf einer Frau, das wegzuschneiden sich kein ortsansässiger Arzt getraut habe.

### Oberviechtach

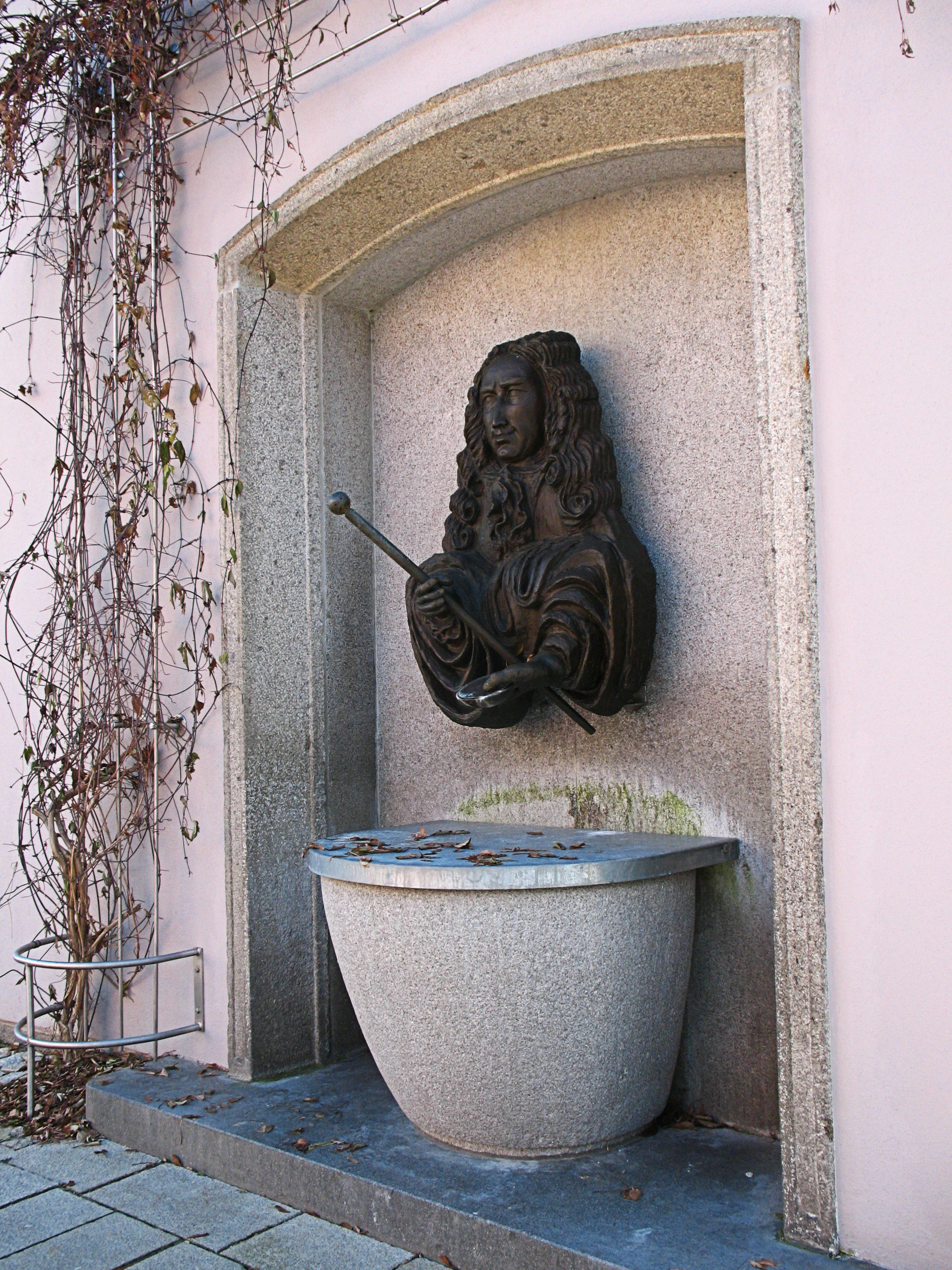
Doktor-Eisenbarth-Brunnen in Oberviechtach

Ein Eisenbarth-Festspiel, verfasst vom Viechtacher Apotheker Karl Gareis, gab es zunächst im niederbayerischen Viechtach, wo es 1935 uraufgeführt wurde. Nach dem Zweiten Weltkrieg wurden die Aufführungen eingestellt, als sich herausstellte, dass nicht Viechtach, sondern Oberviechtach der Geburtsort des Eisenbarth gewesen war. Seither wird in seiner Geburtsstadt Oberviechtach alljährlich das Freiluftfestspiel „Doktor Eisenbarth“ aufgeführt. Zur Viechtacher 900-Jahr-Feier 2004 wurde eine moderne Fassung des Gareis’schen Eisenbarth-Festspiels aufgeführt. Eine weitere Auflage wurde im Sommer 2014 aufgeführt.
In Oberviechtach befinden sich das Doktor-Eisenbarth- und Stadtmuseum und das Eisenbarth-Archiv. Dort gibt es auch die Doktor-Eisenbarth-Schule.
Die Eisenbarth-Apotheke vertreibt einen Kräuterlikör, das Eisenbarth-Elixier. Dieser Halbbitter basiert auf alten Rezepten und enthält Kräuterauszüge sowie opiumfreien Theriak. Er weist einen Alkoholgehalt von 38 Vol.-% auf.

### Hann. Münden
In Hann. Münden wird offiziell der Name von Johann Andreas Eisenbarth ohne „h“, also Eisenbart verwendet. Im Sommer finden dort an jedem Samstagmittag kostenfreie „Sprechstunden mit Doktor Eisenbart“ statt. Außerdem können bei der Hann. Münden Marketing GmbH Erlebnisführungen und Hausbesuche mit „Doktor Eisenbart“ gebucht werden.
Die Figur des Doktor Eisenbart ist in Hann. Münden ein zentraler Bestandteil des Stadtmarketings. 
Das täglich dreimal erklingende Glockenspiel im Giebel des Rathauses Münden mit dem Doktor-Eisenbart-Lied und einem Figurenumlauf zeigt den Chirurgen unter anderem beim Extrahieren eines Zahns (was der historische Chirurg wohl nie getan hat).
An einem Gebäude in der Langen Straße befindet sich eine farbige Holzstatue des Chirurgen, die ihn mit Klistierspritze in den Händen und Arzneiflasche an seinen Füßen darstellt: Ein Vorgängergebäude des Fachwerkbaus war das Gasthaus „Zum wilden Mann“, in dem er verstarb.
In seinem Sterbeort wurden ab Anfang der 1950er-Jahre im Sommer zeitweise die Doktor-Eisenbart-Spiele aufgeführt, was als Freilichtstück auf der Bühne vor dem Rathaus erfolgte. Diese Doktor-Eisenbart-Spiele stellten das Wirken des Wanderarztes in gereimten Versen auf humorvolle Art dar. Am 4. September 2011 gründeten Mündener Bürger zusammen mit ehemaligen Mitspielern und Theaterbegeisterten den Verein „Doktor-Eisenbart-Spiele Hann. Münden“, der sich zum Ziel setzte, Leben und Wirken des Wanderarztes darzustellen. Von 2014 bis 2016 wurde das Stück „What a Man“ im Packhof, einem Lagergebäude aus dem frühen 19. Jahrhundert, aufgeführt. Nach dem Ausscheiden mehrerer Darsteller wurden die Aufführungen nicht mehr aufgenommen und der Verein Ende 2019 aufgelöst.

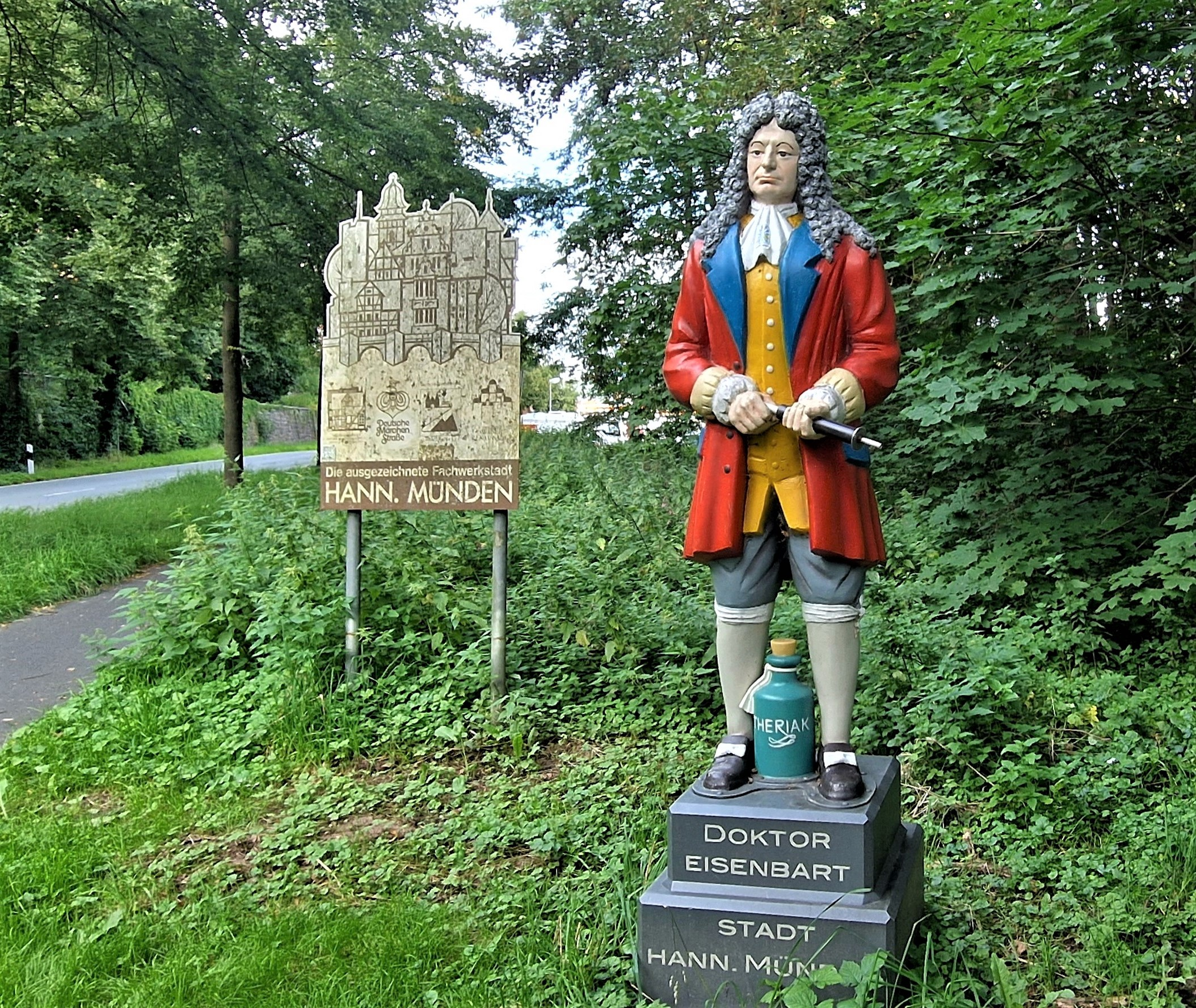
Statue Doktor Eisenbart mit Hinweisschild Hann. Münden, Einfahrt von der Wilhelmshäuser Straße
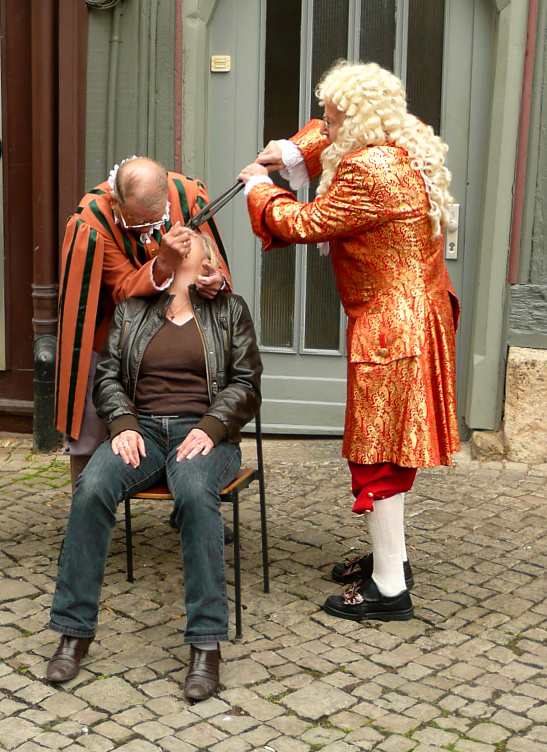
„Sprechstunde beim Doktor“ auf der Straße in Hann. Münden
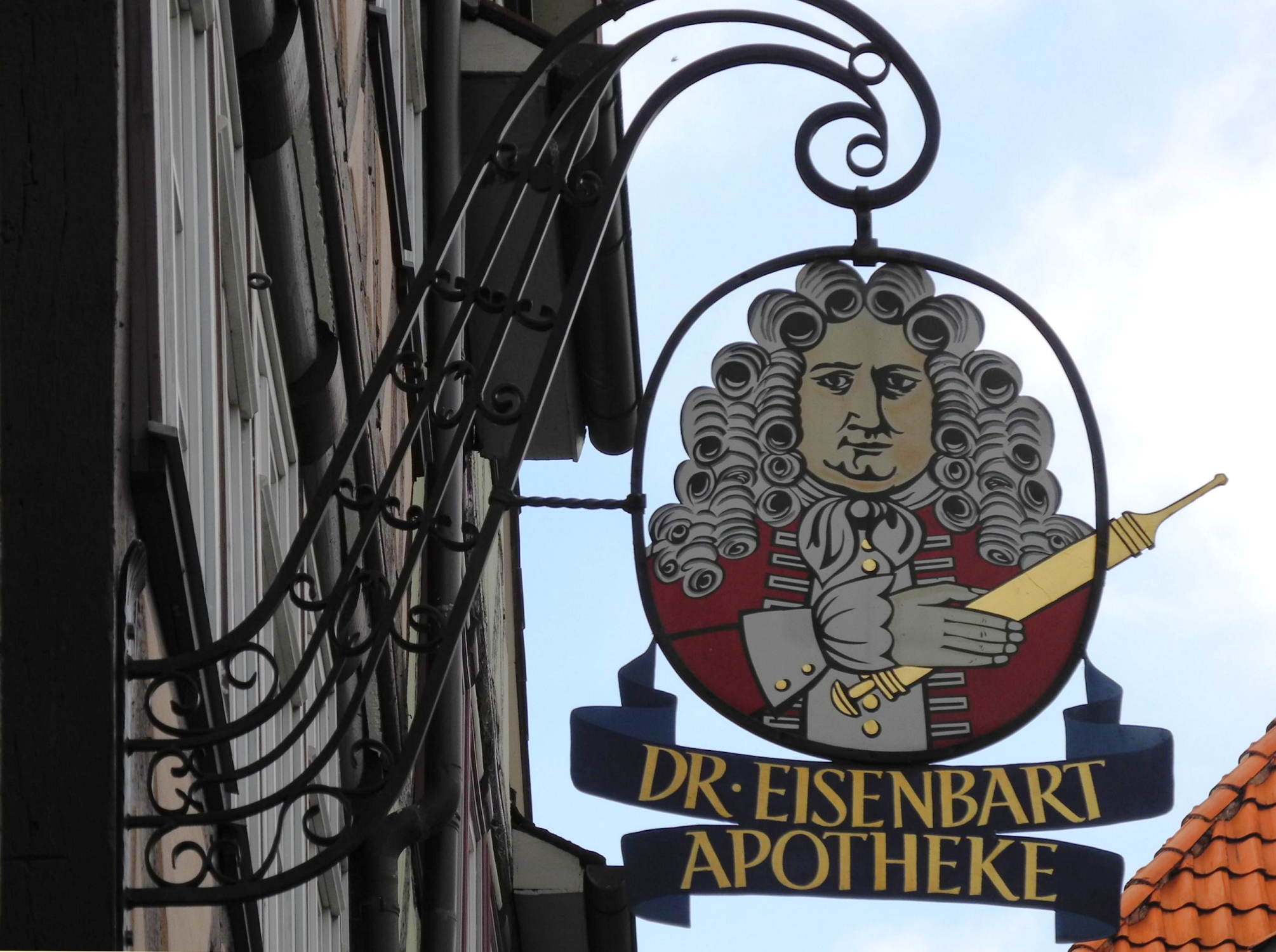
Schild der Dr.-Eisenbart-Apotheke in Hann. Münden

### Magdeburg

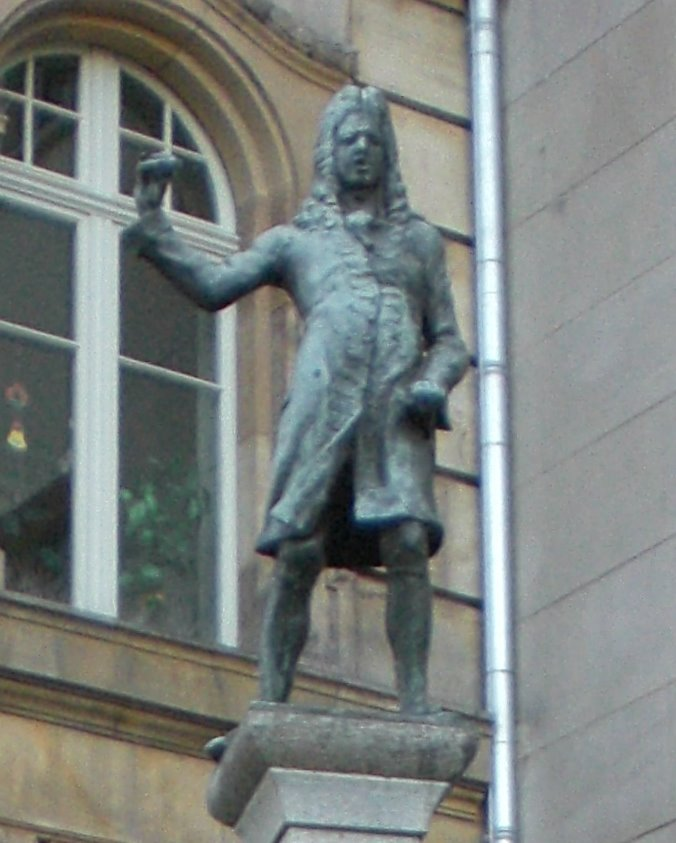
Figur des Doktor Eisenbarth auf dem „Eisenbarthbrunnen“ in Magdeburg

In Magdeburg steht an der Stelle des ehemaligen Hauses „Zum Güldenen Apfel“, des langjährigen Wohnsitzes von Eisenbarth, der Eisenbarthbrunnen. Auf diesem ist auch eine Variante des bekannten Lieds angebracht.
Auszug:
„Ich bin der Doktor Eisenbarth,
widewidewitt, bum bum
Kurir die Leut nach meiner Art,
widewidewitt, bum bum
Kann machen, daß die Blinden gehn,
Und daß die Lahmen wieder sehn.
Gloria, Viktoria, widewidewitt juchheirassa!
Gloria, Viktoria, widewidewitt, bum bum.
Es hatt einmal ein alter Mann
widewidewitt, bum bum
Im Rachen einen hohlen Zahn,
widewidewitt, bum bum
Ich schoß ihn raus mit der Pistol,
Ach Gott, wie ist dem Mann so wohl.
Gloria, Viktoria…
Drauf rief mich stracks der große Zar,
widewidewitt, bum bum
Er litt schon lang am grauen Star,
widewidewitt, bum bum
Ich stach ihm beede Augen aus,
Jetzt ist der Star wohl auch heraus.
Gloria, Viktoria…“

## Belege
1. ↑  Die Angabe auf dem Grabstein (1661) in Hann. Münden ist fehlerhaft. Belegt ist anhand des Taufscheins, dass Eisenbarth am 27. März 1663 getauft wurde; damals war es üblich, das Neugeborene am Tag der Geburt zu taufen, vergl. dazu: Eike Pies: Eisenbarth. Das Ende einer Legende. 2004, S. 21 und 337.
2. 1 2  Karl Hieke: Der Landarzt und Arzneimittelfabrikant […]. 2002, S. 29.
3. ↑  Eike Pies: Eisenbarth. Das Ende einer Legende. 2004, S. 14 ff.
4. ↑  Zitiert aus Eike Pies: Ich bin der Doktor Eisenbarth. 1977, S. 62.
5. 1 2  Karl Hieke: Der Landarzt und Arzneimittelfabrikant… 2002, S. 19.
6. 1 2  Eike Pies: Eisenbarth. Das Ende einer Legende. 2004, S. 36.
7. ↑  Eike Pies: Eisenbarth. Das Ende einer Legende. 2004, S. 44.
8. ↑  Eike Pies: Eisenbarth. Das Ende einer Legende. 2004, S. 46.
9. ↑  Eike Pies: Eisenbarth. Das Ende einer Legende. 2004, S. 50.
10. ↑  Eike Pies: Ich bin der Doktor Eisenbarth. 1977, S. 76 f.
11. ↑  Eike Pies: Ich bin der Doktor Eisenbarth. 1977, S. 51.
12. ↑  Karl Hieke: Der Landarzt und Arzneimittelfabrikant… 2002, S. 182.
13. ↑  Eike Pies: Ich bin der Doktor Eisenbarth. 1977, S. 79.
14. ↑  Karl Hieke: Der Landarzt und Arzneimittelfabrikant … 2002, S. 22 f.
15. ↑  Zitiert aus Eike Pies: Ich bin der Doktor Eisenbarth. 1977, S. 207 f.
16. ↑  Walter Scherzer: „Doktor“ Eisenbarth in Würzburg. In: Mainlande. 5, 1954, S. 63–68.
17. ↑  Karl Hieke: Der Landarzt und Arzneimittelfabrikant … 2002, S. 30 f.
18. ↑  Zitiert aus Eike Pies: Ich bin der Doktor Eisenbarth. 1977, S. 221 f.
19. ↑  Dr. Jähne: Der Wanderarzt Johann Andreas Eisenbarth (1663 bis 1727) in Sachsen. In: Ärzteblatt Sachsen. Nr. 12/2013.
20. ↑  Andreas Mettenleiter: Das Juliusspital in Würzburg. Band III: Medizingeschichte. Herausgegeben vom Oberpflegeamt der Stiftung Juliusspital Würzburg anlässlich der 425jährigen Wiederkehr der Grundsteinlegung. Stiftung Juliusspital Würzburg, Würzburg 2001, ISBN 3-933964-04-0, S. 567.
21. ↑  Karl Hieke: Der Landarzt und Arzneimittelfabrikant… 2002, S. 29–31.
22. ↑  Karl Hieke: Der Landarzt und Arzneimittelfabrikant … 2002, S. 90.
23. ↑  Karl Hieke: Der Landarzt und Arzneimittelfabrikant … 2002, S. 78.
24. ↑  Zitiert aus Eike Pies: Ich bin der Doktor Eisenbarth. 1977, S. 251 f.
25. ↑  Karl Hieke: Der Landarzt und Arzneimittelfabrikant … 2002, S. 12.
26. ↑  Eike Pies: Eisenbarth. Das Ende einer Legende. 2004, S. 89.
27. ↑  Liederlexikon
28. ↑  Eike Pies: Eisenbarth. Das Ende einer Legende. 2004, S. 163.
29. ↑  Sabine Sander: Handwerkschirurgen – Sozialgeschichte einer verdrängten Berufsgruppe. Vandenhoeck & Ruprecht, Göttingen 1989, ISBN 3-525-35745-1, S. 54 ff.; zugl.: Gießen, Univ., Diss., 1986/87
30. ↑  Karl Hieke: Der Landarzt und Arzneimittelfabrikant… 2002, S. 116.
31. ↑  Karl Hieke: Der Landarzt und Arzneimittelfabrikant… 2002, S. 144.
32. ↑  Karl Hieke: Der Landarzt und Arzneimittelfabrikant… 2002, S. 129 f.
33. ↑  Karl Hieke: Der Landarzt und Arzneimittelfabrikant… 2002, S. 25.
34. ↑  Eike Pies: Eisenbarth. Das Ende einer Legende. 2004, S. 329.
35. ↑  D. Laurentius Heisters Medicinische Chirurgische und Anatomische Wahrnehmungen. Nebst Kupfern und gedoppelten Registern. Verlegt von Johann Christian Koppe, Rostock 1753, S. 2–8, (Volltext). Dass die „Wahrnehmungen“ 2 bis 5 sich auf Eisenbarth beziehen, geht aus dem Vermerk auf S. 7, Zeile 5–6 hervor.
36. ↑  Doktor Eisenbarth Festspielverein Oberviechtach.
37. ↑  Doc Eisenbarth is back in Town. Website der Theateraufführung 2014 (Memento vom 26. Februar 2014 im Internet Archive)
38. ↑  Doktor-Eisenbarth- und Stadtmuseum, Oberviechtach
39. ↑  Eckart Roloff und Karin Henke-Wendt: Ein verkannter Medicus, doch populär und sehr geschickt. (Das Doktor-Eisenbarth- und Stadtmuseum in Oberviechtach.) In: Besuchen Sie Ihren Arzt oder Apotheker. Eine Tour durch Deutschlands Museen für Medizin und Pharmazie. Band 2, Süddeutschland. Verlag S. Hirzel, Stuttgart 2015, S. 138–140, ISBN 978-3-7776-2511-9
40. ↑  Website der Eisenbarth-Apotheke Oberviechtach.
41. ↑  Unterwegs mit Doktor Eisenbart. Doktor Eisenbart Führungen. Auf: hann.muenden-erlebnisregion.de, zuletzt abgerufen am 24. Mai 2022.
42. ↑  Aus für Mündener Eisenbart-Stück. Auf: lokalo24.de vom 15. Januar 2019.
 Theater-Spielgruppe Eisenbarth-Verein löst sich auf. Auf: hna.de vom 17. Dezember 2019.

| Personendaten    | Personendaten                                                             |
| ---------------- | ------------------------------------------------------------------------- |
| NAME             | Eisenbarth, Johann Andreas                                                |
| ALTERNATIVNAMEN  | Eisenbart, Johann Andreas; Eysenbarth, Johann Andreas; Eisenbarth, Doktor |
| KURZBESCHREIBUNG | deutscher Handwerkschirurg, Wundarzt und Starstecher                      |
| GEBURTSDATUM     | 27. März 1663                                                             |
| GEBURTSORT       | Oberviechtach                                                             |
| STERBEDATUM      | 11. November 1727                                                         |
| STERBEORT        | Münden                                                                    |